# 青凤镇
青凤镇，是中华人民共和国四川省巴中市平昌县曾经下辖的一个镇。2020年5月，撤销青凤镇，将原青凤镇和原元石镇柏垭村所属行政区域划归板庙镇管辖。

## 行政区划
青凤镇撤销前下辖以下地区：
枫香村、赵垭村、千佛村、马垭村、青龙村、红宝村、龙井村、凤山村和迎凤场村。